# رامز موفي ستار
رامز موڤي ستار هو برنامج كاميرا خفية من إعداد وتقديم رامز جلال، عُرض خلال شهر رمضان 2022. البرنامج برعاية الهيئة العامة للترفيه بالمملكة العربية السعودية.

## خلفية
قدم الممثل المصري رامز جلال 11 برامج مقالب للتلفزيون في السنوات العشرة الماضية في شهر رمضان، أولها كان عام 2011 عندما قام ببطولة رامز قلب الاسد، ثم توالى في تقديم البرامج المسماة على اسمه الشخصي حيث قدم رامز ثعلب الصحراء في عام 2012 الذي كان في صحراء مصر والذي تعرض لانتقادات شديدة، ورامز عنخ آمون في عام 2013، ورامز قرش البحر في عام 2014، ورامز واكل الجو عام 2015، ورامز بيلعب بالنار عام 2016، ورامز تحت الأرض عام 2017، ورامز تحت الصفر عام 2018، و رامز في الشلال عام 2019، و رامز مجنون رسمي عام 2020، ورامز عقله طار عام 2021 ليعود ببرنامج رامز موڤي ستار بمشاركة النجم العالمي جان كلود فاندام.

## أحداث البرنامج
صُوِّر البرنامج في صحراء الرياض، بالمملكة العربية السعودية. تدور أحداث المقلب في وسط الصحراء وفي نفس أجواء فيلم ماد ماكس: فيوري رود (2015) وسط جوٍ من الإثارة والتشويق والرعب. يُستدعى ضيف الحلقة على أساس أن النجم العالمي فان دام سيقوم بتصوير مشاهد في فيلم له في صحراء السعودية، ومنها يُختار ضيف الحلقة لأداء أحد المشاهد.
يأتي ضيف الحلقة، ويُجرى معه مقابلة وحوار، ويرى السيناريو، كما يتحدث مع المذيعة ويلتقي بفان دام، وبعدها يُجهَّز بملابس ومكياج مناسب للمشهد الذي سيؤديه. يبدأ المقلب بركوب الضيف لسيارة شيفروليه كامارو ZL1 المكشوفة 2013، يخاف الضيف وسط جو من الرعب مع السرعة العالية والمشاهد المخيفة ووجود ثعبان في السيارة، وفي النهاية، تتوقف السيارة على جسر وتكاد أن تسقط في بحيرة بها تمساح.
تُعَد ZL1 المكشوفة أقوى وأسرع سيارة شفروليه مكشوفة على الإطلاق، مع هيكل وأنظمة تعليق متطورة لتوفير تحكم وتوازن مثاليين لمطابقة قوتها الهائلة البالغة 580 حصاناً.

## ضيوف البرنامج
| رقم الحلقة | ضيف الحلقة      | البلد           | المهنة          |
| ---------- | --------------- | --------------- | --------------- |
| 1          | صابرين          | مصر             | ممثلة           |
| 2          | ياسمين صبري     | مصر             | ممثلة           |
| 3          | حمو بيكا        | مصر             | مغني مهرجانات   |
| 4          | هنا الزاهد      | مصر             | ممثلة           |
| 5          | غادة عادل       | مصر             | ممثلة           |
| 6          | محمد أنور       | مصر             | ممثل            |
| 7          | رانيا يوسف      | مصر             | ممثلة           |
| 8          | عبدالله السدحان | السعودية        | ممثل            |
| 9          | هدى المفتي      | مصر             | ممثلة           |
| 10         | احمد فتحي       | مصر             | ممثل            |
| 11         | عائشة بن أحمد   | تونس            | ممثلة           |
| 12         | عمرو السولية    | مصر             | لاعب كرة قدم    |
| 13         | نجلاء بدر       | مصر             | ممثلة           |
| 14         | مايان السيد     | مصر             | ممثلة           |
| 15         | محمد محمود      | مصر             | ممثل            |
| 16         | درة             | تونس            | ممثلة           |
| 17         | محمد شريف       | مصر             | لاعب كرة قدم    |
| 18         | تارا عماد       | مصر             | ممثلة           |
| 19         | سينتيا خليفة    | لبنان           | ممثلة           |
| 20         | سليمان عيد      | مصر             | ممثل            |
| 21         | سالم الدوسري    | السعودية        | لاعب كرة قدم    |
| 22         | بيج رامي        | مصر             | لاعب كمال أجسام |
| 23         | محمد ثروت       | مصر             | ممثل            |
| 24         | بدر بانون       | المغرب          | لاعب كرة قدم    |
| 25         | عمرو يوسف       | مصر             | ممثل            |
| 26         | حسن أبو الروس   | مصر             | ممثل            |
| 27         | أحمد سيد زيزو   | مصر             | لاعب كرة قدم    |
| 28         | ميساء مغربي     | المغرب          | ممثلة           |
| 29         | فريدة سيف النصر | مصر             | ممثلة           |
| 30         | كواليس البرنامج | كواليس البرنامج | كواليس البرنامج |

## التسويق والإصدار

### الإعلان
أُطلِق المقطع الدعائي للبرنامج على قنوات ام بي سي في 31 مارس/آذار.

### البث والإصدار
يُذاع البرنامح حصرًا على قنوات إم بي سي التالية:
- إم بي سي 1
- إم بي سي مصر
- إم بي سي 5
- إم بي سي العراق

## وصلات خارجية
- رامز موفي ستار على موقع IMDb (الإنجليزية)
- رامز موفي ستار على موقع قاعدة بيانات الأفلام العربية
- رامز موفي ستار على موقع قاعدة بيانات الفيلم (الإنجليزية)